# مجهول السبب
الأمراض مجهولة السبب أو المنشأ (بالإنجليزية: Idiopathic) وهي وصف تستخدم أساسا في مجال الطب. وتعني: مرض أو حالة غير معروفة الأسباب أو التي تنشأ وتتفاقم عقويا. 
من الناحية العملية، يعتبر هذا المصطلح جزءا من النوسولوجيا، أو علم تصنيف الأمراض. 
في بعض الحالات الطبية، أحد أو أكثر الأسباب تكون مفهومة إلى حدٍ ما. ولكن في نسبة معينة من الأشخاص الذين يعانون من الحالة نفسها قد لا تكون الأسباب متميزة أو واضحة بسهولة، ففي هذه الحالات يُقال أن أصل الحالة مجهولة السبب.
بعض حالات التشوه الخلقي / الولادي Congenital disorder تكون مجهولة السبب، وفي بعض الأحيان تستخدم مصطلح «خلقية» بشكل مترادف مع «مجهولة السبب». ولكن من باب الحيطة والدقة والحذر يُفضل الاحتفاظ بمصطلح الخلقية للحالات التي تنطبق عليها معنى الكلمة حرفيا (وهم الذين وجدت لديهم تغيرات للوظائف الطبيعية للأعضاء منذ الولادة)